# Mediterrane vliegenvanger
De Mediterrane vliegenvanger (Muscicapa tyrrhenica) is een kleine, onopvallende zangvogel uit de familie van vliegenvangers (Muscicapidae). De vogel wordt ook wel opgevat als een ondersoort van de grauwe vliegenvanger (M. striata). Deze ondersoort werd in 1910 door G. Schiebel al beschreven als M. s. tyrrhenica. De vogel broedt op eilanden in het westen van de Middellandse Zee (Balearen, Corsica en Sardinië) en trekt 's winters naar Afrika.

## Kenmerken
De vogel is  13,5 cm lang en lijkt sterk op de grauwe vliegenvanger. Deze vliegenvanger is wat bleker van kleur, van boven meer warmbruin, in plaats van grijs bruin en de streepjes op de borst en de kop zijn iets minder contrastrijk.

## Taxonomie
In 1910 werd de vogel als ondersoort beschreven.  In 2016 werden de resultaten van een fylogenetisch DNA-onderzoek gepubliceerd. Daaruit bleek dat de ondersoorten van de Balearen en de eilanden Corsica en Sardinië onderling weinig verschilden, maar dat deze ondersoorten samen meer verschilden van de soorten op het vasteland van Europa.
De soort telt twee ondersoorten:
- M. t. balearica von Jordans, 1913 – Balearen.
- M. t. tyrrhenica Schiebel, 1910 – Corsica en Sardinië.

## Status
Over de soortstatus van dit taxon is geen consensus. BirdLife International beschouwt deze vogel als een ondersoort met de status niet bedreigd, hoewel overal populaties in aantal afnemen.